# Сражение у озера Смолина
Сражение у озера Смолина произошло 13 сентября 1502 года в ходе русско-ливонской войны 1501—1503 годов между войсками Русского государства под командованием московских воевод Даниила Щени, Василия Васильевича Шуйского и псковского князя Ивана Ивановича Горбатого-Шуйского с одной стороны и войсками Ливонской конфедерации под командованием магистра Вальтера фон Плеттенберга.

## В преддверии битвы
Воспользовавшись тем, что основные силы Русского государства заняты осадой Смоленска, Вальтер фон Плеттенберг решил осадить Псков и защищавший его Изборск. 2 сентября войско конфедерации штурмовало Изборск, но безуспешно. 6 сентября Вальтер фон Плеттенберг начал трехдневную осаду Пскова, которая тоже закончилась отходом войска Ливонской конфедерации. Видя отход ливонцев, в погоню за ними отправились полки новгородских наместников князей Д. В. Щени и В. В. Шуйского.

## Ход битвы
Войско Ливонской конфедерации, участвовавшее в походе на Псков, насчитывало 25 тысяч человек, но из них в битве у озера Смолина участвовало только около 5 тысяч ливонцев. Им предстояла битва с подошедшим великокняжеским войском. Русские окружили ливонцев, но Плеттенбергу удалось прорвать кольцо, предположительно в том месте, где псковское ополчение нарушило порядок в полках и начало грабить захваченный ливонский обоз. После этого русские напали на ливонскую пехоту, которая понесла крупные потери, но отразила натиск, так как была поддержана полевой артиллерией. Таким образом, ливонцам удалось сохранить за собой поле боя, однако предпринять какие-то иные действия, кроме как возвратиться в пределы Ливонии, потрёпанное войско Плеттенберга более не могло.

## Численность и потери сторон
По данным разных ливонских источников, численность русского войска, участвовавшего в битве, составляла от 18 до 90 тысяч человек, а его потери составили 8000 человек убитыми. И те и другие данные, по всей вероятности, сильно преувеличены. Ю. Г. Алексеев называет правдоподобными лишь ливонские данные о 5 тысячах воинов (2,5 тысячах всадников и 2,5 тысячах ландскнехтов), принимавших участие в битве со стороны Плеттенберга. Несколько источников называют потери ливонцев в 400 человек при нападении русских на ливонскую пехоту, то есть без учёта потерь при предыдущем прорыве ливонцев через окружение.

## Последствия битвы
В память о сражении под Смолином магистр Вальтер фон Плеттенберг приказал ежегодно торжествовать 13 сентября как победу. На самом деле для Ливонии это был тяжёлый бой при отступлении после неудачного похода под Изборск и Псков. Успех сражения у озера Смолина с ливонской стороны заключался в избежании разгрома, сохранении существенной части войска и его возврата домой.
Зимой 1502 года войска князей Семена Стародубского-Можайского и Василия Шемячича совершили ответный набег на земли Ливонской конфедерации. В апреле 1503 года сроком на 6 лет было заключено Благовещенское перемирие. Это перемирие было продлено с 1504 года по 1522 год, затем по 1531 год, и ещё раз по 1551 год.